# Lora Hirschberg
Lora Hirschberg (1963), és una enginyera de so  estatunidenca. Va guanyar l'Òscar de l'acadèmia per millor so (Academy Award for Sound Mixing) l'any 2010 per la pel·lícula Origen, també va ser nominada pel mateix premi l'any 2008 per la pel·lícula El cavaller fosc. Ha treballat en més de 110 pel·lícules des de l'any 1990. La seva dona es diu Laura.

## Filmografia
Hirschberg ha guanyat un Òscar i ha estat nominada en un altre.
Guanyat
- Origen (2010)[3]

Nominada
- El cavaller fosc (2008)[4]